# Shaft (película de 2019)
Shaft es una película estadounidense de crimen y acción dirigida por Tim Story y escrita por Kenya Barris y Alex Barnow. La película está protagonizada por Jessie Usher, Samuel L. Jackson y Richard Roundtree. Es la quinta película de la serie Shaft y una secuela directa de Shaft (2000).
Fue estrenada en cines estadounidenses el 14 de junio de 2019, e internacionalmente el 28 de junio de 2019 por Netflix.

## Argumento
En 1989, John Shaft II, su esposa Maya Babanikos y su pequeño hijo John "JJ" Shaft Jr. sobreviven a un intento de asesinato por el narcotraficante Pierro "Gordito" Carrera. Preocupada de que el estilo de vida de Shaft II los ponga en peligro, Maya lo deja y cría a JJ sola. 25 años después, JJ es un agente del FBI y un experto en seguridad cibernética con un título de MIT. Después de que su amigo de la infancia Karim muere de una sobredosis de heroína, JJ concluye que debe haber sido asesinado. JJ viaja a Harlem para investigar a Manuel, el traficante de drogas que dirige el vecindario y vendió la heroína que supuestamente mató a Karim, pero es expulsada violentamente de su propiedad. Mientras recibe tratamiento por una lesión menor en el hospital por el otro amigo de la infancia de JJ y su propio enamoramiento Sasha, él le muestra el informe de toxicología de Karim. Ella señala que la cantidad de heroína en el sistema de Karim lo habría matado mucho antes de que él pudiera haber tomado tanto por sí mismo, lo que sugiere que de hecho fue asesinado. Sin otro recurso, JJ recurre a Shaft II en busca de ayuda. Shaft II acepta ayudar después de darse cuenta de que el caso de JJ puede llevarlo a Gordito. Los dos comienzan a investigar juntos, pero la perspectiva progresiva de cuello blanco de JJ sobre los enfrentamientos vitales con los caminos callejeros de la vieja escuela de Shaft II. Después de confrontar nuevamente a Manuel, los Shafts investigan a "Brothers Watching Brothers", de la clínica de rehabilitación de drogas de la que Karim formó parte. Allí se enteran de que Karim dejó de ir a rehabilitación para asistir a los servicios en una mezquita que el FBI sospecha actualmente de terrorismo.
Al día siguiente, Sasha acompaña a JJ y Shaft II para investigar la mezquita, donde son retirados de las instalaciones después de que el imán advierte la insignia del FBI de JJ. Shaft II convence a JJ y Sasha para que tengan una cena romántica juntos, y los Shafts luego investigan una tienda de conveniencia propiedad de una mujer llamada Bennie Rodriguez que donó $500,000 a la mezquita. Maya llama a JJ para informarle que vendrá a Nueva York para encontrarse con un hombre para una cita; ella es escuchada y seguida por Shaft II. Los Shafts sobreviven a dos intentos de asesinato separados orquestados por Bennie, y Maya obliga a Shaft II a echar a JJ de la investigación por su propia seguridad.
JJ entrega la evidencia que han reunido al FBI, quien arresta al imán de la mezquita. Sin embargo, los medios acusan al FBI de islamofobia, y el jefe de JJ, Vietti, lo despide. JJ regresa a Shaft II y escucha una conversación sobre Gordito, lo que le hace creer que su padre lo estuvo tendiendo todo el tiempo. Mientras Shaft II visita y se reconcilia con Maya, JJ y Sasha rastrean a Bennie hasta un almacén abandonado y descubren que "Brothers Watching Brothers" es el frente de una red de tráfico de drogas; Karim fue asesinado cuando amenazó con hacer sonar el silbato en su operación. JJ es atrapado por los contrabandistas; Sasha es capturado mientras JJ es rescatado por Shaft II. Los dos visitan al abuelo de JJ, John Shaft Sr., para adquirir más potencia de fuego, y Shaft Sr. decide acompañarlos en un asalto al ático de Gordito. Los Shafts matan a los traficantes de drogas después de que JJ tiene una pelea intensa con Cutty y lo mata, vengando la muerte de Karim. Rescata a Sasha antes de ser confrontado a punta de pistola por Gordito. Gordito intenta dispararle a JJ para fastidiar a Shaft II, pero Shaft II toma la bala y dispara a Gordito, lo que hace que se estrelle por una ventana y caiga muerto antes de colapsar. Como consecuencia, Shaft II se recupera en el hospital. JJ y Sasha se besan y comienzan una relación. Vietti le ofrece a JJ su trabajo, pero JJ lo rechaza a favor de unirse a su padre y abuelo en su negocio de PI.

## Reparto
- Samuel L. Jackson como John Shaft II.
- Jessie Usher como John "JJ" Shaft, Jr.
- Richard Roundtree como John Shaft, Sr.
- Alexandra Shipp como Sasha Arias.
- Regina Hall como Maya Babanikos.
- Matt Lauria como Major Gary Cutworth.
- Titus Welliver como Special Agent Vietti.
- Method Man como Freddie P.
- Isaach de Bankolé como Pierro 'Gordito' Carrera.
- Avan Jogia como Karim Hassan.
- Robbie Jones como Sergeant Keith Williams.
- Lauren Vélez como Bennie Rodriguez.

## Producción
El 18 de febrero de 2015, se anunció que New Line Cinema había adquirido los derechos de la franquicia Shaft basada en el famoso personaje de policía, John Shaft, y desarrollaría un reinicio junto con el productor John Davis de Davis Entertainment. El 28 de julio de 2015, se informó que Kenya Barris y Alex Barnow estarían escribiendo un nuevo guion para la película, que también sería producido por Ira Napoliello. El 20 de enero de 2017, el estudio contrató a Tim Story para dirigir la película de reinicio. El 18 de agosto de 2017, Jessie Usher fue elegido para interpretar el papel principal como hijo de un detective en la película, titulada Son of Shaft, mientras que Richard Roundtree y Samuel L. Jackson volverían a interpretar los roles del personaje original y su sobrino, respectivamente.
En octubre de 2017, Netflix hizo un pacto con New Line Cinema para cubrir más de la mitad del presupuesto de $30 millones de la película a cambio de los derechos que permitieron a Netflix estrenar la película en su plataforma fuera de los Estados Unidos dos semanas después del estreno en cines. 
El rodaje comenzó en febrero de 2018. Se informó que la película ya había terminado la producción a principios de año, pero el elenco volvió a filmar algunas escenas en Atlanta en agosto de 2018.

## Estreno
Shaft fue estrenada el 14 de junio de 2019 en Estados Unidos, por Warner Bros. Netflix pagó $6–7 millones por los derechos de la película, y se estrenó internacionalmente el 28 de junio de 2019.